# Julio Salvador Sagreras
Julio Salvador Sagreras (* 22. November 1879 in Buenos Aires; † 20. Juli 1942 ebenda), eigentlich Julio Salvador Sagreras Ramirez war ein argentinischer Gitarrist und Komponist.

## Leben
Julio Salvador Sagreras war der Sohn von Gaspar Sagreras (1838–1901). Da beide Elternteile Gitarristen waren, kam er schon frühzeitig mit diesem Instrument in Berührung. Bereits im Alter von sechs Jahren nahm er an ersten Konzerten teil. Mit zwölf Jahren nahm er Unterricht im Klavierspiel und in Komposition am Konservatorium in Buenos Aires. Er wurde Professor für Gitarre an der Academia de Bellas Artes. In Buenos Aires lernte er den Verleger Francisco Nuñez kennen, der etwa hundert seiner Kompositionen veröffentlicht hat. Im Jahre 1905 gründete Julio Sagreras seine eigene Schule, die Academia de Guitarra. Anfang des 20. Jahrhunderts gab Sagreras zahlreiche Konzerte und nahm an einer Reihe von Rundfunkaufnahmen teil.
Als Komponist schrieb er vor allem Musik für Gitarre und Klavier und als Pädagoge entwickelte er ein eigenes Lehrwerk für Gitarre. Zu seinen bekanntesten Kompositionen für Gitarre zählt das Stück El Colibri, welches im Repertoire vieler namhafter Gitarristen zu finden ist.

## Lehrwerke
- Julio S. Sagreras: Las primeras, segundas y terceras lecciones de guitarra. Mel Bay / Chanterelle, Barking 1996, ISBN 0-7866-2723-9
- Julio S. Sagreras: Las cuartas, quintas y sextas lecciones de guitarra, Técnica superior. Mel Bay / Chanterelle, Barking 1997, ISBN 0-7866-2724-7